# Andrzej Galica (skoczek narciarski)
Andrzej Galica (ur. 6 czerwca 1980) – polski skoczek narciarski, dwukrotny drużynowy medalista mistrzostw kraju z 1997 i 2000, dwukrotny mistrz Polski juniorów i trzykrotny uczestnik mistrzostw świata juniorów. Wystąpił w jednym konkursie głównym Pucharu Świata, 20 stycznia 2002 w Zakopanem, gdzie zajął 42. miejsce. Punktował w Pucharze Kontynentalnym 1997/1998, najwyższe – dziewiąte – miejsce zajmując w Zakopanem. Po zakończeniu kariery sędzia sportowy.

## Przebieg kariery
W latach juniorskich Galica regularnie startował w Lidze Szkolnej w Zakopanem. Zadebiutował w sezonie 1988/1989. W sezonie 1990/1991 zdobył swoje pierwsze podium w tych zawodach, zajmując trzecie miejsce. Następnej zimy już regularnie stawał na „pudle”, czterokrotnie plasując się na drugiej lokacie. W konkursach tych przegrywał jedynie z Krystianem Długopolskim. 20 lutego 1992 podczas zawodów Małego Memoriału Bronisława Czecha i Heleny Marusarzówny zajął trzecie miejsce w klasyfikacji „1980 i młodsi”. Na marcowych mistrzostwach kraju młodzików był osiemnasty. Następnej zimy jedynie raz uplasował się w czołowej trójce konkursu Ligi Szkolnej. Na mistrzostwach młodzików był natomiast 10. i 11. W sezonie 1993/1994 czterokrotnie uplasował się na podium Ligi Szkolnej, a na mistrzostwach Polski młodzików był szósty i czwarty.

### 1994/1995
W styczniu 1995 startował w Mistrzostwach Tatrzańskiego Związku Narciarskiego. Na Małej Krokwi był siódmy w swojej grupie wiekowej. Na Średniej Krokwi zajął 28. miejsce w konkursie open, a na dużej skoczni był 33. po skokach na 68,5 m i 62,5 m. Na Mistrzostwach Polski 1995 na normalnej skoczni im. Zdzisława Hryniewieckiego w Szczyrku zajął 29. miejsce, a w klasyfikacji juniorów był 22. Następnie wziął udział w krajowym czempionacie juniorów, gdzie wywalczył srebro na normalnej skoczni, przegrywając tylko z Długopolskim. Na średniej skoczni był ósmy. Na rozegranych 1 kwietnia mistrzostwach kraju seniorów na Wielkiej Krokwi zajął 19. miejsce (37. licząc zawodników zagranicznych).

### 1995/1996
W sierpniu w Międzynarodowych Zawodach „o Góralski Kapelusz” na Średniej Krokwi uplasował się na osiemnastym miejscu. Na Memoriale płk. Franciszka Wagnera był piętnasty w klasyfikacji open i szósty spośród juniorów. Na Mistrzostwach Makroregionu Małopolska był drugi w swojej kategorii, będąc gorszym ponownie jedynie od Długopolskiego. W świątecznym konkursie na Wielkiej Krokwi uplasował się na trzynastym miejscu (w systemie open).
W połowie stycznia rozegrano Mistrzostwa TZN. Galica odniósł zwycięstwa w swojej kategorii wiekowej na wszystkich trzech skoczniach: Małej, Średniej i Dużej Krokwi. W rywalizacji seniorów był czwarty na normalnym obiekcie i trzeci na dużym, po skokach na 99 m i 97,5 m (po uwzględnieniu zawodników zagranicznych dawało mu to szóstą lokatę).
Galica został zgłoszony do dwóch konkursów Pucharu Świata 1995/1996 w Zakopanem, odbywających się w dniach 27-28 stycznia. W obu przypadkach nie zakwalifikował się do konkursu głównego. Trzy dni później wystartował w drużynowym konkursie Mistrzostw Świata Juniorów 1996 we włoskim Gallio. Oddał skoki na 82 m i 83 m, a jego zespół zajął dwunaste miejsce. W rywalizacji indywidualnej był 37., po skokach na 79,5 m i 84 m.
Na lutowych mistrzostwach Polski juniorów w Zakopanem zdobył dwa złote medale w kategorii rocznika 1980 i młodszych. 1 marca podczas zawodów w Wiśle został mistrzem Beskidzkiego OZN w kategorii juniorów młodszych. Dwa dni później w Szczyrku był czwarty w analogicznym konkursie otwartym.
22 marca na Mistrzostwach Polski 1996 zajął z zespołem WKS-u czwarte miejsce w konkursie zespołów, przegrywając brązowy medal o dwa punkty. Następnego dnia był dziewiąty w rywalizacji indywidualnej na normalnej skoczni, a na dużym obiekcie był 13. W konkursie wielkanocnym na Wielkiej Krokwi zajął dziewiąte miejsce.

### 1996/1997

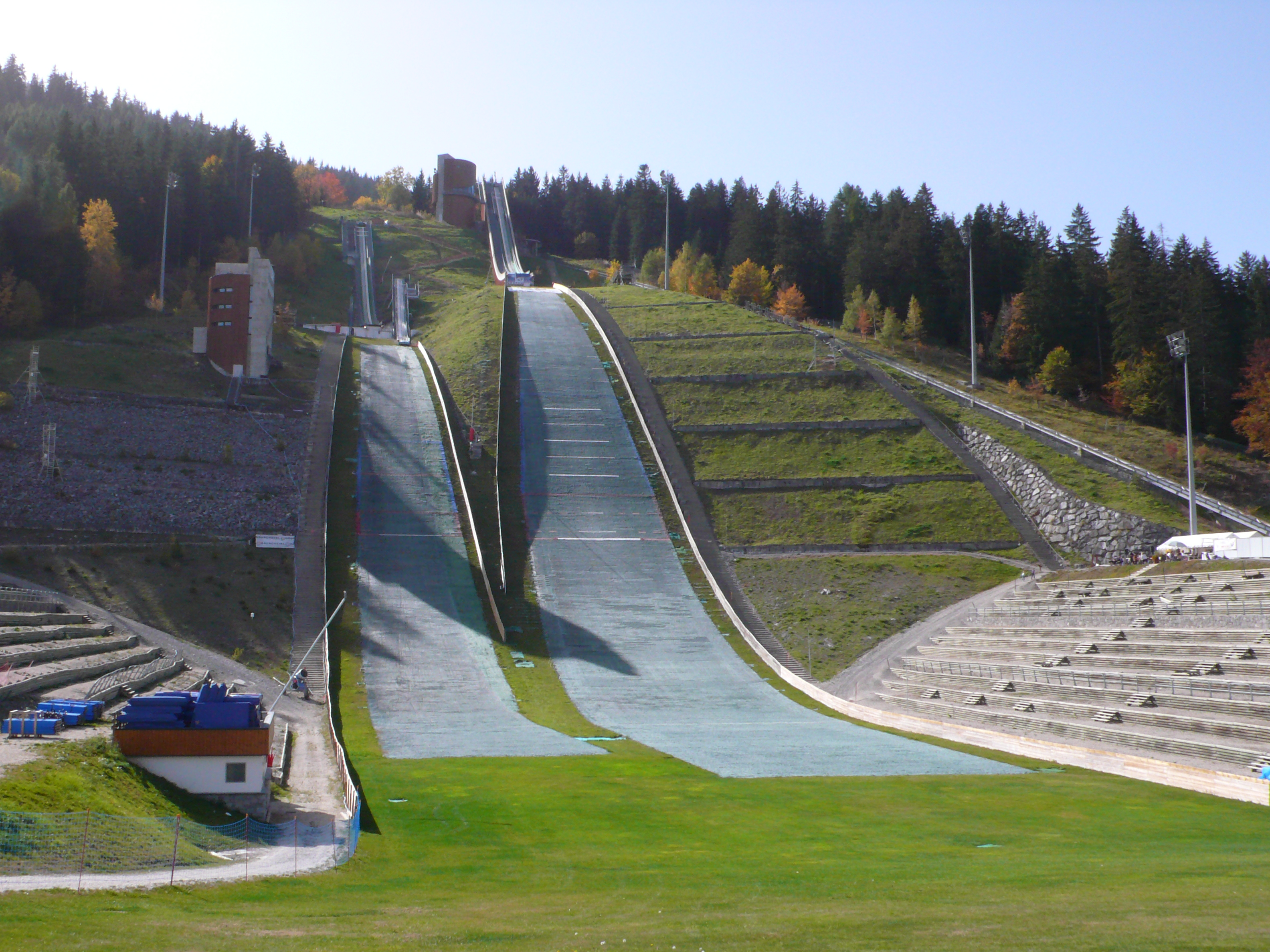
Tremplin Le Praz, gdzie Galica osiągnął najlepszy wynik w Pucharze Kontynentalnym w sezonie

W październiku zajął piąte miejsce na Letnich Mistrzostwach Polski 1996 po dwóch skokach o długości 71,5 m. Biorąc pod uwagę wyniki zawodników zagranicznych był trzynasty. W swojej kategorii wiekowej zajął natomiast drugie miejsce.
14 grudnia zadebiutował w Pucharze Kontynentalnym w Chaux-Neuve i uplasował się na pięćdziesiątym miejscu. Nie zakwalifikował się do zawodów w Brotterode, natomiast w Lauschy, Sankt Moritz i Ramsau plasował się w piątej „dziesiątce”. W Villach ponownie nie zakwalifikował się, w Planicy był 42., a w Oberhofie nie przeszedł eliminacji do obu rozgrywanych tam konkursów, podobnie podczas zawodów w Szczyrbskim Jeziorze. 26 stycznia w Zakopanem uplasował się na 49. miejscu.
Dzień wcześniej w Wiśle zajął 18. miejsce w Pucharze Beskidów z obsadą międzynarodową.
12 lutego wystąpił w drużynowym konkursie swoich drugich w karierze mistrzostwach świata juniorów. Zajął trzynaste miejsce, po próbach o długości 63,5 m i 72,5 m. Trzy dni później w indywidualnej rywalizacji zajął 29. miejsce, skacząc na 78 m i 79 m.
Na ogólnopolskiej olimpiadzie młodzieży zdobył dwa srebrne medale, przegrywając w obu przypadkach z Krzysztofem Staszelem. Był też drugi w mistrzostwach UKS.
W marcu w Braunlage wziął udział w zawodach Pucharu Kontynentalnego. W pierwszym był 48., a do drugiego się nie zakwalifikował. Kilka dni później we francuskim Courchevel uzyskał najlepsze wyniki w sezonie – 34. miejsce po skokach na 81 m i 83,5 m oraz 35. po uzyskaniu odległości 84 m i 86 m. Tamten sezon Pucharu Kontynentalnego zakończył od dwóch nieudanych serii kwalifikacyjnych w Harrachovie i zakończył go bez punktu. 26 marca rozegrano drużynowy konkurs Mistrzostw Polski 1997. Galica wraz z Robertem Mateją i Wojciechem Skupieniem wywalczył w barwach klubu WKS Zakopane tytuł mistrzowski. Zawody odbywały się na Średniej Krokwi w Zakopanem.

### 1997/1998
28 czerwca w Velenje zajął 41. miejsce w konkursie Pucharu Kontynentalnego 1997/1998.
20 lipca rywalizował na arenie krajowej w zawodach o Puchar Burmistrza Zakopanego i uplasował się na osiemnastej lokacie. 8 sierpnia natomiast był dziewiąty w zawodach jubileuszowych z okazji 90-lecia BBTS Bielsko w Szczyrku.
14 sierpnia w Courchevel jedyny raz w karierze wystąpił w zawodach Letniego Grand Prix. Po skokach na 106 m i 94,5 m zajął 27. miejsce i zdobył cztery punkty. Pozwoliły mu one na zajęcie 46. lokaty w klasyfikacji generalnej sezonu. Dwa dni później w Zakopanem osiągnął najlepszy rezultat w Pucharze Kontynentalnym w karierze. Zajął dziewiąte miejsce, oddając w pierwszej serii skok na 81,5 m, a w drugiej o metr krótszy. Następnego dnia był dziewiętnasty, tym razem skacząc na 83 m i 76,5 m. We wrześniu w czeskim Frenštácie pod Radhoštěm uplasował się na 27. i 28. miejscu. Letnią część tego cyklu zakończył na konkursach w Hakubie, gdzie nie punktował.
W rywalizacji o letnie mistrzostwo Polski 1997, rozegranej 12 października na Średniej Krokwi zajął 35. miejsce wśród zawodników krajowych.
Od listopada do stycznia Galica regularnie powoływany był na zawody Pucharu Świata 1997/1998, nie dostając się jednak do żadnego konkursu głównego. W Lillehammer zajął w seriach kwalifikacyjnych 59. i 49. miejsce, w Predazzo – 53, w Villach – 55, zaś w Harrachovie – 59. Nie był zgłaszany do siedmiu następnych konkursów, po czym znalazł się na liście startowej kwalifikacji PŚ w Zakopanem. Zajął w nich 50. i 53. miejsce.
22 stycznia wystartował w drużynowym konkursie swoich trzecich w karierze mistrzostw świata juniorów w szwajcarskim Sankt Moritz. Oddał skoki na 76,5 m i 88 m, a jego zespół był jedenasty. Nota Galicy była najwyższa w polskiej drużynie. W rywalizacji indywidualnej był 49, uzyskując 74 m i 74,5 m.
W lutym wystąpił jeszcze w dwóch konkursach Pucharu Kontynentalnego, plasując się na 50. miejscu w Villach i o dwie pozycje niżej w Planicy.
Pod koniec marca odbyły się Mistrzostwa Polski 1998. W konkursie indywidualnym na skoczni normalnej zajął szesnaste miejsce, zaś na Wielkiej Krokwi zajął ósmą pozycję wśród Polaków (a piętnastą w ogólnej klasyfikacji) po skokach na 92 m i 85 m.

### 1998/1999
Na początku lipca 1998 Galica startował w niemieckich zawodach z cyklu Erzgebirgs-Springertournee. W Klingenthal był 35., w Pöhli – 22., zaś w Oberwiesenthal – 45. Później w tamtym miesiącu zajął 37. miejsce w konkursie o Puchar Burmistrza Zakopanego.
W sierpniu wystąpił w dwóch konkursach Pucharu Kontynentalnego 1998/1999 w Zakopanem, zajmując 39. i 43. pozycję. Były to jego jedyne starty w zawodach FIS-owskich w tamtym sezonie.
Na Letnich Mistrzostwach Polski 1998 w październiku zajął 27. miejsce wśród skoczków krajowych. W świątecznych Mistrzostwach TZN sklasyfikowano go na dziewiątej pozycji. 24 marca 1999 stanął na najniższym podium w Pucharze SMS na Wielkiej Krokwi. W lutym plasował się na miejscach w trzeciej dziesiątce podczas konkursów Mistrzostw Śląska. Na Mistrzostwach Polski 1999 zajął 34. i 26. miejsce. W marcu uplasował się na 31. pozycji w konkursie międzynarodowym o Puchar Waldemara Wolwowicza na Wielkiej Krokwi.

### 1999/2000
W sezonie 1999/2000 był zgłoszony do letnich konkursów Pucharu Kontynentalnego w Zakopanem, ale nie zakwalifikował się tam do obu konkursów. Później w konkursie o Puchar Burmistrza Zakopanego był 33. We wrześniu 1999 sklasyfikowano go na 20. miejscu w Grand Prix Frenštátu. W tym samym miesiącu zdobył czwarte miejsce w konkursie Internationaler Deutscher Sommercup w Klingenthal.
Na LMP 1999 na Średniej Krokwi zajął dopiero 31. miejsce, a 58. biorąc pod uwagę skoki zagranicznych zawodników. W grudniu w Mistrzostwach TZN w Zakopanem plasował się na pozycjach 14. i 11. Z kolei w styczniowych Mistrzostwach Śląska był 11. i 15. W marcu na Mistrzostwach SMS seniorów na Wielkiej Krokwi zajął 9. miejsce.
W dniach 25-26 marca 2000 odbyły się konkursy Mistrzostw Polski 2000 w Zakopanem. W konkursie indywidualnym na normalnej skoczni zajął dziesiąte miejsce, oddając skoki na 77,5 m i 77 m. W zawodach drużynowych zdobył srebrny medal, wraz z Wojciechem Skupniem i Danielem Bachledą. WKS przegrał o 36 pkt z KS Wisłą. Na dużym obiekcie uplasował się na najlepszej w karierze, piątej lokacie. Uzyskał wówczas odległości 117 m i 109 m. Do miejsca na podium stracił 29,5 pkt.

### Późniejsze sezony

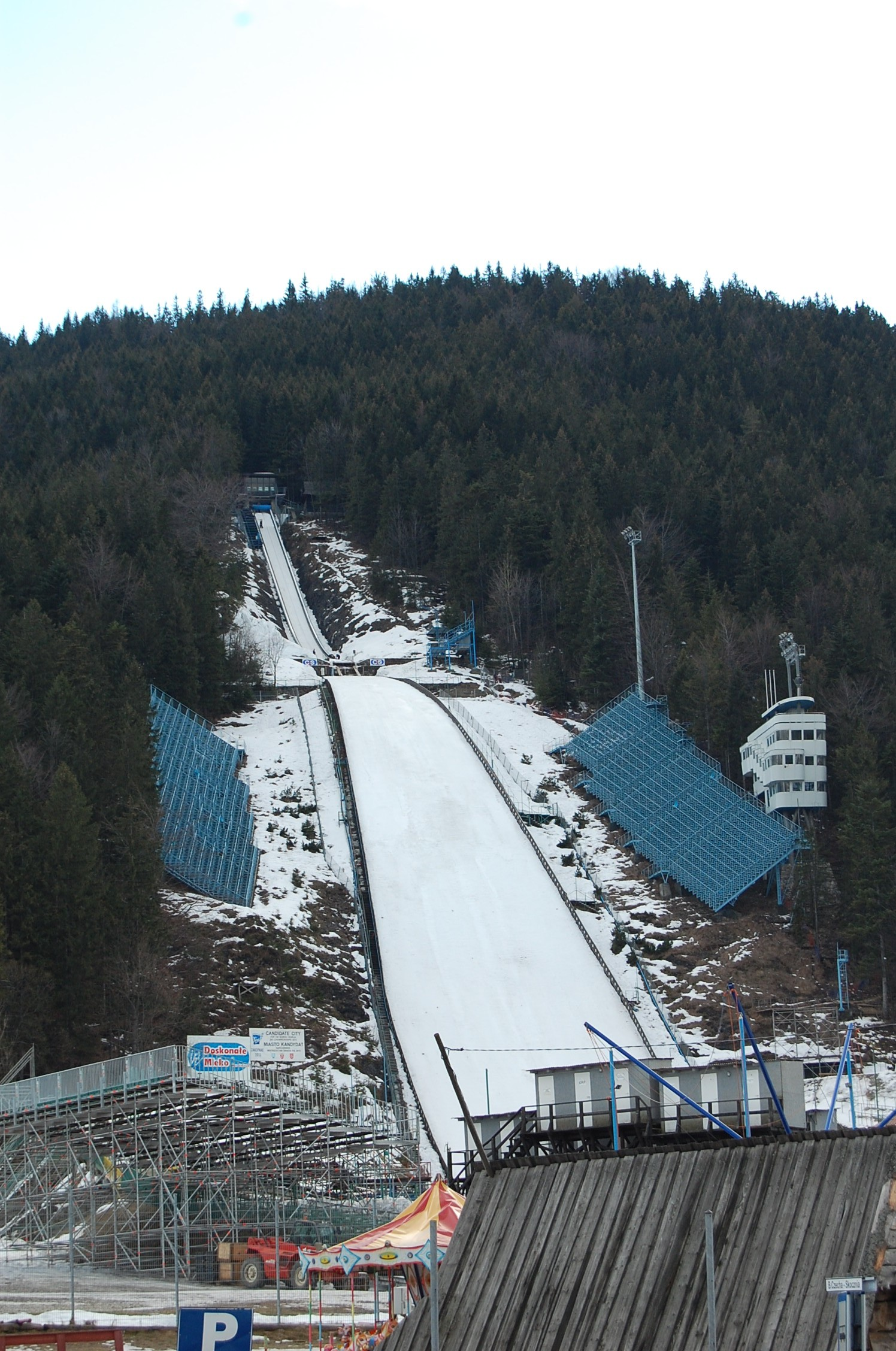
Wielka Krokiew, gdzie Galica jedyny raz w karierze wystąpił w głównym konkursie PŚ

W sezonie 2000/2001 nie brał udziału w międzynarodowych zawodach FIS, ani w znaczących konkursach krajowych.
Został zgłoszony do dwóch konkursów PŚ 2001/2002 w Zakopanem, odbywających się 19 i 20 stycznia. W drugiej z serii kwalifikacyjnych wywalczył pierwszy i jedyny w karierze awans do konkursu głównego. Startował w nim z numerem pierwszym. Po skoku na 106 m zajął 42. miejsce. W lutym wystąpił w dwóch konkursach PK w Braunlage, plasując się na 42. i 32. pozycji. 27 marca w mistrzostwach kraju na Średniej Krokwi zajął 23. miejsce. W drużynowym konkursie był szósty, startując w drugim składzie swojego klubu.
29 września 2002 w letnich mistrzostwach Polski zajął trzynaste miejsce. Drugiego dnia świąt odbyły się zimowe mistrzostwa na dużej skoczni. Uplasował się na ostatnim, 64. miejscu, zyskując ujemną notę po najkrótszym skoku konkursu. Następnie rozegrano w Zakopanem Mistrzostwa TZN, gdzie był 14. i 52.
W lutym 2003 wystąpił w kilku konkursach Pucharu Kontynentalnego 2002/2003 (w Zakopanem, Brotterode i Lauschy). Nie zapunktował jednak w żadnym, najwyższe, 33., miejsce zajmując w Zakopanem. 3 marca uplasował się na czwartym miejscu w drużynowych mistrzostwach Polski, ponownie startując w rezerwowej drużynie. Dzień wcześniej indywidualnie był 35.
W rozegranych 16 stycznia 2005 Mistrzostwach Tatrzańskiego Związku Narciarskiego na dużym obiekcie w Zakopanem zajął 20. miejsce.
25 stycznia w Mistrzostwach Polski 2005 zajął czwartą pozycję w konkursie zespołów w Szczyrku. 8 lutego w rywalizacji indywidualnej na Wielkiej Krokwi był 31. wśród zawodników krajowych

### Po zakończeniu kariery
Jest sędzią skoków, sędziował m.in. zawody Pucharu Świata w lotach i skokach, Mistrzostw Świata Juniorów 2014, Pucharu Kontynentalnego, FIS Cup, Pucharu Karpat i mistrzostw Polski.
W październiku 2013 był jednym z dwunastu polskich sędziów posiadających uprawnienia do oceniania skoków w najważniejszych zawodach FIS.

## Mistrzostwa świata juniorów
| Miejsce | Dzień       | Rok  | Miejscowość  | Skocznia               | Punkt K | Konkurs | Skok 1 | Skok 2 | Nota                  | Strata    | Zwycięzca       |
| ------- | ----------- | ---- | ------------ | ---------------------- | ------- | ------- | ------ | ------ | --------------------- | --------- | --------------- |
| 12.     | 31 stycznia | 1996 | Gallio       | Trampolino di Pakstall | K-92    | druż.   | 82,0 m | 83, m  | 690,5 pkt (211,5 pkt) | 171,0 pkt | Niemcy          |
| 37.     | 4 lutego    | 1996 | Gallio       | Trampolino di Pakstall | K-92    | ind.    | 79,5 m | 84,0 m | 171,5 pkt             | 95,0 pkt  | Michael Uhrmann |
| 13.     | 12 lutego   | 1997 | Canmore      | Alberta Ski Jump Area  | K-89    | druż.   | 63,5 m | 72,5 m | 528,5 pkt (138,5 pkt) | 291,5 pkt | Słowenia        |
| 29.     | 15 lutego   | 1997 | Canmore      | Alberta Ski Jump Area  | K-89    | ind.    | 78,0 m | 79,0 m | 186,0 pkt             | 59,0 pkt  | Wilhelm Brenna  |
| 11.     | 22 stycznia | 1998 | Sankt Moritz | Olympiaschanze         | K-95    | druż.   | 76,5 m | 88,0 m | 564,0 pkt (175,0 pkt) | 223,5 pkt | Niemcy          |
| 49.     | 24 stycznia | 1998 | Sankt Moritz | Olympiaschanze         | K-95    | ind.    | 74,0 m | 74,5 m | 133,5 pkt             | 98,0 pkt  | Wolfgang Loitzl |

## Puchar Świata

### Miejsca w klasyfikacji generalnej
| Sezon     | Miejsce           |
| --------- | ----------------- |
| 1995/1996 | niesklasyfikowany |
| 1997/1998 | niesklasyfikowany |
| 2001/2002 | niesklasyfikowany |

### Miejsca w poszczególnych konkursach indywidualnychPucharu Świata
| Źródło | Źródło      | Źródło           | Źródło           | Źródło    | Źródło    | Źródło    | Źródło     | Źródło                 | Źródło                 | Źródło                 | Źródło        | Źródło        | Źródło    | Źródło           | Źródło           | Źródło   | Źródło    | Źródło                | Źródło                | Źródło        | Źródło        | Źródło | Źródło    | Źródło | Źródło    | Źródło  | Źródło | Źródło | Źródło | Źródło | Źródło | Źródło | Źródło | Źródło | Źródło | Źródło | Źródło | Źródło | Źródło | Źródło | Źródło | Źródło | Źródło | Źródło | Źródło | Źródło | Źródło | Źródło | Źródło |
| --- | ----------- | ---------------- | ---------------- | --------- | --------- | --------- | ---------- | ---------------------- | ---------------------- | ---------------------- | ------------- | ------------- | --------- | ---------------- | ---------------- | -------- | --------- | --------------------- | --------------------- | ------------- | ------------- | ------ | --------- | ------ | --------- | ------- | ------ | ------ | ------ | ------ | ------ | ------ | ------ | ------ | ------ | ------ | ------ | ------ | ------ | ------ | ------ | ------ | ------ | ------ | ------ | ------ | ------ | ------ | ------ |
| Sezon 1995/1996 |             |                  |                  |           |           |           |            |                        |                        |                        |               |               |           |                  |                  |          |           |                       |                       |               |               |        |           |        |           |         |        |        |        |        |        |        |        |        |        |        |        |        |        |        |        |        |        |        |        |        |        |        |        |
| Lillehammer | Lillehammer | Villach          | Planica          | Predazzo  | Chamonix  | Chamonix  | Oberhof    | Oberstdorf             | Garmisch-Partenkirchen | Innsbruck              | Bischofshofen | Engelberg     | Engelberg | Sapporo          | Sapporo          | Zakopane | Zakopane  | MŚL – Bad Mitterndorf | MŚL – Bad Mitterndorf | Iron Mountain | Iron Mountain | Kuopio | Lahti     | Lahti  | Harrachov | Falun   | Oslo   | punkty |        |        |        |        |        |        |        |        |        |        |        |        |        |        |        |        |        |        |        |        |        |
| - | -           | -                | -                | -         | -         | -         | -          | -                      | -                      | -                      | -             | -             | -         | -                | -                | q        | q         | -                     | -                     | -             | -             | -      | -         | -      | -         | -       | -      | 0      |        |        |        |        |        |        |        |        |        |        |        |        |        |        |        |        |        |        |        |        |        |
| Sezon 1997/1998 |             |                  |                  |           |           |           |            |                        |                        |                        |               |               |           |                  |                  |          |           |                       |                       |               |               |        |           |        |           |         |        |        |        |        |        |        |        |        |        |        |        |        |        |        |        |        |        |        |        |        |        |        |        |
| Lillehammer | Lillehammer | Predazzo         | Villach          | Harrachov | Engelberg | Engelberg | Oberstdorf | Garmisch-Partenkirchen | Innsbruck              | Bischofshofen          | Ramsau        | Zakopane      | Zakopane  | MŚL – Oberstdorf | MŚL – Oberstdorf | Sapporo  | Vikersund | Vikersund             | Kuopio                | Lahti         | Lahti         | Falun  | Trondheim | Oslo   | Planica   | Planica | punkty | punkty | punkty | punkty | punkty | punkty | punkty | punkty | punkty | punkty | punkty | punkty | punkty | punkty | punkty | punkty | punkty | punkty | punkty |        |        |        |        |
| q | q           | q                | q                | q         | -         | -         | -          | -                      | -                      | -                      | -             | q             | q         | -                | -                | -        | -         | -                     | -                     | -             | -             | -      | -         | -      | -         | -       | 0      | 0      | 0      | 0      | 0      | 0      | 0      | 0      | 0      | 0      | 0      | 0      | 0      | 0      | 0      | 0      | 0      | 0      | 0      |        |        |        |        |
| Sezon 2001/2002 |             |                  |                  |           |           |           |            |                        |                        |                        |               |               |           |                  |                  |          |           |                       |                       |               |               |        |           |        |           |         |        |        |        |        |        |        |        |        |        |        |        |        |        |        |        |        |        |        |        |        |        |        |        |
| Kuopio | Kuopio      | Titisee-Neustadt | Titisee-Neustadt | Villach   | Engelberg | Engelberg | Predazzo   | Predazzo               | Oberstdorf             | Garmisch-Partenkirchen | Innsbruck     | Bischofshofen | Willingen | Zakopane         | Zakopane         | Hakuba   | Sapporo   | Lahti                 | Falun                 | Trondheim     | Oslo          | punkty | punkty    | punkty | punkty    | punkty  | punkty | punkty | punkty | punkty | punkty | punkty | punkty | punkty | punkty | punkty | punkty | punkty | punkty | punkty |        |        |        |        |        |        |        |        |        |
| - | -           | -                | -                | -         | -         | -         | -          | -                      | -                      | -                      | -             | -             | -         | q                | 42               | -        | -         | -                     | -                     | -             | -             | 0      | 0         | 0      | 0         | 0       | 0      | 0      | 0      | 0      | 0      | 0      | 0      | 0      | 0      | 0      | 0      | 0      | 0      | 0      |        |        |        |        |        |        |        |        |        |
| Legenda |             |                  |                  |           |           |           |            |                        |                        |                        |               |               |           |                  |                  |          |           |                       |                       |               |               |        |           |        |           |         |        |        |        |        |        |        |        |        |        |        |        |        |        |        |        |        |        |        |        |        |        |        |        |
| 1 2 3 4-10 11-30 poniżej 30 dq – dyskwalifikacja q – dyskwalifikacja w kwalifikacjach q – zawodnik nie zakwalifikował się - – zawodnik nie wystartował |             |                  |                  |           |           |           |            |                        |                        |                        |               |               |           |                  |                  |          |           |                       |                       |               |               |        |           |        |           |         |        |        |        |        |        |        |        |        |        |        |        |        |        |        |        |        |        |        |        |        |        |        |        |

## Letnie Grand Prix

### Miejsca w klasyfikacji generalnej
| Sezon | Miejsce |
| ----- | ------- |
| 1997  | 46.     |

### Miejsca w poszczególnych konkursach LGP
| Źródło | Źródło    | Źródło       | Źródło   | Źródło | Źródło | Źródło | Źródło | Źródło | Źródło | Źródło | Źródło | Źródło | Źródło | Źródło | Źródło | Źródło | Źródło | Źródło | Źródło | Źródło | Źródło | Źródło | Źródło | Źródło | Źródło | Źródło |
| --- | --------- | ------------ | -------- | ------ | ------ | ------ | ------ | ------ | ------ | ------ | ------ | ------ | ------ | ------ | ------ | ------ | ------ | ------ | ------ | ------ | ------ | ------ | ------ | ------ | ------ | ------ |
| 1997 |           |              |          |        |        |        |        |        |        |        |        |        |        |        |        |        |        |        |        |        |        |        |        |        |        |        |
| Courchevel | Trondheim | Hinterzarten | Predazzo | Stams  | punkty |        |        |        |        |        |        |        |        |        |        |        |        |        |        |        |        |        |        |        |        |        |
| 27 | -         | -            | -        | -      | 4      |        |        |        |        |        |        |        |        |        |        |        |        |        |        |        |        |        |        |        |        |        |
| Legenda |           |              |          |        |        |        |        |        |        |        |        |        |        |        |        |        |        |        |        |        |        |        |        |        |        |        |
| 1 2 3 4-10 11-30 poniżej 30 dq – dyskwalifikacja q – zawodnik nie zakwalifikował się - – zawodnik nie wystartował |           |              |          |        |        |        |        |        |        |        |        |        |        |        |        |        |        |        |        |        |        |        |        |        |        |        |

## Puchar Kontynentalny

### Miejsca w klasyfikacji generalnej
| Sezon     | Miejsce           |
| --------- | ----------------- |
| 1996/1997 | niesklasyfikowany |
| 1997/1998 | 139.              |
| 1998/1999 | niesklasyfikowany |
| 1999/2000 | niesklasyfikowany |
| 2001/2002 | niesklasyfikowany |
| 2002/2003 | niesklasyfikowany |

### Miejsca w poszczególnych konkursachPucharu Kontynentalnego
| Sezon 1996/1997                                                               |          |                        |          |                        |                        |          |               |             |            |           |              |              |                  |                  |                |                |              |           |          |          |                        |                        |               |               |            |            |            |            |               |               |               |                  |               |            |           |               |               |           |           |                  |            |            |           |           |            |            |           |           |           |        |        |        |        |        |        |        |        |        |        |        |        |        |        |        |        |        |        |        |        |        |        |        |        |        |        |        |        |        |        |        |        |        |        |        |        |        |        |        |        |
| Courchevel                                                                    | Zakopane | Frenštát pod Radhoštěm | Hakuba   | Hakuba                 | Muju                   | Muju     | Chaux-Neuve   | Chaux-Neuve | Brotterode | Lauscha   | Sankt Moritz | Lake Placid  | Lake Placid      | Ramsau           | Villach        | Planica        | Sapporo      | Sapporo   | Sapporo  | Oberhof  | Oberhof                | Szczyrbskie Jezioro    | Zakopane      | Reit im Winkl | Westby     | Westby     | Saalfelden | Ruhpolding | Iron Mountain | Iron Mountain | Ishpeming     | Ishpeming        | Sapporo       | Braunlage  | Braunlage | Zaō           | Zaō           | Vikersund | Vikersund | Courchevel       | Courchevel | Harrachov  | Harrachov | Ruka      | Rovaniemi  | punkty     | punkty    | punkty    | punkty    | punkty | punkty | punkty | punkty | punkty | punkty | punkty | punkty | punkty | punkty | punkty | punkty | punkty | punkty | punkty | punkty | punkty | punkty | punkty | punkty | punkty | punkty | punkty | punkty | punkty | punkty | punkty | punkty | punkty | punkty | punkty | punkty | punkty | punkty | punkty | punkty |        |        |        |        |
| -                                                                             | -        | -                      | -        | -                      | -                      | -        | 50            | -           | q          | 49        | 47           | -            | -                | 46               | q              | 42             | -            | -         | -        | q        | q                      | q                      | 49            | -             | -          | -          | -          | -          | -             | -             | -             | -                | -             | 48         | q         | -             | -             | -         | -         | 34               | 35         | q          | q         | -         | -          | 0          | 0         | 0         | 0         | 0      | 0      | 0      | 0      | 0      | 0      | 0      | 0      | 0      | 0      | 0      | 0      | 0      | 0      | 0      | 0      | 0      | 0      | 0      | 0      | 0      | 0      | 0      | 0      | 0      | 0      | 0      | 0      | 0      | 0      | 0      | 0      | 0      | 0      | 0      | 0      |        |        |        |        |
| Sezon 1997/1998                                                               |          |                        |          |                        |                        |          |               |             |            |           |              |              |                  |                  |                |                |              |           |          |          |                        |                        |               |               |            |            |            |            |               |               |               |                  |               |            |           |               |               |           |           |                  |            |            |           |           |            |            |           |           |           |        |        |        |        |        |        |        |        |        |        |        |        |        |        |        |        |        |        |        |        |        |        |        |        |        |        |        |        |        |        |        |        |        |        |        |        |        |        |        |        |
| Velenje                                                                       | Rælingen | Zakopane               | Zakopane | Frenštát pod Radhoštěm | Frenštát pod Radhoštěm | Oberhof  | Oberhof       | Hakuba      | Hakuba     | Chamonix  | Chamonix     | Lahti        | Lahti            | Lahti            | Oberwiesenthal | Oberwiesenthal | Sankt Moritz | Sapporo   | Sapporo  | Sapporo  | Garmisch-Partenkirchen | Garmisch-Partenkirchen | Liberec       | Liberec       | Villach    | Westby     | Westby     | Planica    | Planica       | Reit im Winkl | Iron Mountain | Iron Mountain    | Saalfelden    | Ruhpolding | Oslo      | Willingen     | Willingen     | Ishpeming | Ishpeming | Schönwald        | Schönwald  | Sapporo    | Zaō       | Zaō       | Courchevel | Courchevel | Rovaniemi | Ruka      | Ruka      | punkty | punkty | punkty | punkty | punkty | punkty | punkty | punkty | punkty | punkty | punkty | punkty | punkty | punkty | punkty | punkty | punkty | punkty | punkty | punkty | punkty | punkty | punkty | punkty | punkty | punkty | punkty | punkty | punkty | punkty | punkty | punkty | punkty | punkty | punkty | punkty | punkty | punkty | punkty | punkty |
| 41                                                                            | -        | 9                      | 19       | 27                     | 28                     | 39       | 16            | 43          | 44         | -         | -            | -            | -                | -                | -              | -              | -            | -         | -        | -        | -                      | -                      | -             | -             | 50         | -          | -          | 52         | -             | -             | -             | -                | -             | -          | -         | -             | -             | -         | -         | -                | -          | -          | -         | -         | -          | -          | -         | -         | -         | 63     | 63     | 63     | 63     | 63     | 63     | 63     | 63     | 63     | 63     | 63     | 63     | 63     | 63     | 63     | 63     | 63     | 63     | 63     | 63     | 63     | 63     | 63     | 63     | 63     | 63     | 63     | 63     | 63     | 63     | 63     | 63     | 63     | 63     | 63     | 63     | 63     | 63     | 63     | 63     |
| Sezon 1998/1999                                                               |          |                        |          |                        |                        |          |               |             |            |           |              |              |                  |                  |                |                |              |           |          |          |                        |                        |               |               |            |            |            |            |               |               |               |                  |               |            |           |               |               |           |           |                  |            |            |           |           |            |            |           |           |           |        |        |        |        |        |        |        |        |        |        |        |        |        |        |        |        |        |        |        |        |        |        |        |        |        |        |        |        |        |        |        |        |        |        |        |        |        |        |        |        |
| Velenje                                                                       | Velenje  | Berchtesgaden          | Villach  | Oberstdorf             | Oberstdorf             | Zakopane | Zakopane      | Rælingen    | Kuopio     | Lahti     | Lahti        | Sankt Moritz | Engelberg        | Bad Goisern      | Bad Goisern    | Sapporo        | Sapporo      | Sapporo   | Lauscha  | Lauscha  | Gallio                 | Gallio                 | Reit im Winkl | Saalfelden    | Ruhpolding | Braunlage  | Braunlage  | Westby     | Westby        | Planica       | Planica       | Titisee-Neustadt | Iron Mountain | Schönwald  | Ishpeming | Ishpeming     | Ishpeming     | Sapporo   | Zaō       | Zaō              | Courchevel | Courchevel | Vikersund | Vikersund | Hede       | Hede       | Kuopio    | Rovaniemi | Ruka      | Ruka   | punkty |        |        |        |        |        |        |        |        |        |        |        |        |        |        |        |        |        |        |        |        |        |        |        |        |        |        |        |        |        |        |        |        |        |        |        |        |        |        |
| -                                                                             | -        | -                      | -        | -                      | -                      | 39       | 43            | -           | -          | -         | -            | -            | -                | -                | -              | -              | -            | -         | -        | -        | -                      | -                      | -             | -             | -          | -          | -          | -          | -             | -             | -             | -                | -             | -          | -         | -             | -             | -         | -         | -                | -          | -          | -         | -         | -          | -          | -         | -         | -         | -      | 0      |        |        |        |        |        |        |        |        |        |        |        |        |        |        |        |        |        |        |        |        |        |        |        |        |        |        |        |        |        |        |        |        |        |        |        |        |        |        |
| Sezon 1999/2000                                                               |          |                        |          |                        |                        |          |               |             |            |           |              |              |                  |                  |                |                |              |           |          |          |                        |                        |               |               |            |            |            |            |               |               |               |                  |               |            |           |               |               |           |           |                  |            |            |           |           |            |            |           |           |           |        |        |        |        |        |        |        |        |        |        |        |        |        |        |        |        |        |        |        |        |        |        |        |        |        |        |        |        |        |        |        |        |        |        |        |        |        |        |        |        |
| Velenje                                                                       | Velenje  | Villach                | Villach  | Oberstdorf             | Zakopane               | Zakopane | Rælingen      | Hakuba      | Hakuba     | Trondheim | Trondheim    | Kuopio       | Lahti            | Lahti            | Innsbruck      | Engelberg      | Gallio       | Gallio    | Sapporo  | Sapporo  | Sapporo                | Brotterode             | Lauscha       | Braunlage     | Braunlage  | Hakuba     | Hakuba     | Courchevel | Courchevel    | Berchtesgaden | Saalfelden    | Mislinja         | Westby        | Westby     | Planica   | Planica       | Ishpeming     | Ishpeming | Schönwald | Titisee-Neustadt | Eisenerz   | Eisenerz   | Zaō       | Zaō       | Våler      | Våler      | Harrachov | Harrachov | Rovaniemi | Ruka   | punkty |        |        |        |        |        |        |        |        |        |        |        |        |        |        |        |        |        |        |        |        |        |        |        |        |        |        |        |        |        |        |        |        |        |        |        |        |        |        |
| -                                                                             | -        | -                      | -        | -                      | q                      | q        | -             | -           | -          | -         | -            | -            | -                | -                | -              | -              | -            | -         | -        | -        | -                      | -                      | -             | -             | -          | -          | -          | -          | -             | -             | -             | -                | -             | -          | -         | -             | -             | -         | -         | -                | -          | -          | -         | -         | -          | -          | -         | -         | -         | -      | 0      |        |        |        |        |        |        |        |        |        |        |        |        |        |        |        |        |        |        |        |        |        |        |        |        |        |        |        |        |        |        |        |        |        |        |        |        |        |        |
| Sezon 2001/2002                                                               |          |                        |          |                        |                        |          |               |             |            |           |              |              |                  |                  |                |                |              |           |          |          |                        |                        |               |               |            |            |            |            |               |               |               |                  |               |            |           |               |               |           |           |                  |            |            |           |           |            |            |           |           |           |        |        |        |        |        |        |        |        |        |        |        |        |        |        |        |        |        |        |        |        |        |        |        |        |        |        |        |        |        |        |        |        |        |        |        |        |        |        |        |        |
| Velenje                                                                       | Velenje  | Villach                | Villach  | Oberstdorf             | Rælingen               | Rælingen | Calgary       | Calgary     | Park City  | Park City | Oberhof      | Ruka         | Ruka             | Lahti            | Lahti          | Sankt Moritz   | Engelberg    | Innsbruck | Sapporo  | Sapporo  | Sapporo                | Bischofshofen          | Bischofshofen | Ishpeming     | Ishpeming  | Courchevel | Courchevel | Lauscha    | Westby        | Westby        | Braunlage     | Braunlage        | Gallio        | Gallio     | Planica   | Iron Mountain | Iron Mountain | Schönwald | Schönwald | Zaō              | Zaō        | Vikersund  | Vikersund | Vikersund | punkty     | punkty     | punkty    | punkty    | punkty    | punkty | punkty | punkty | punkty | punkty | punkty | punkty | punkty | punkty | punkty | punkty | punkty | punkty | punkty | punkty | punkty | punkty | punkty | punkty | punkty | punkty | punkty | punkty | punkty | punkty | punkty | punkty | punkty | punkty | punkty | punkty | punkty | punkty | punkty | punkty |        |        |        |        |        |
| -                                                                             | -        | -                      | -        | -                      | -                      | -        | -             | -           | -          | -         | -            | -            | -                | -                | -              | -              | -            | -         | -        | -        | -                      | -                      | -             | -             | -          | -          | -          | -          | -             | -             | 42            | 32               | -             | -          | -         | -             | -             | -         | -         | -                | -          | -          | -         | -         | 0          | 0          | 0         | 0         | 0         | 0      | 0      | 0      | 0      | 0      | 0      | 0      | 0      | 0      | 0      | 0      | 0      | 0      | 0      | 0      | 0      | 0      | 0      | 0      | 0      | 0      | 0      | 0      | 0      | 0      | 0      | 0      | 0      | 0      | 0      | 0      | 0      | 0      | 0      | 0      |        |        |        |        |        |
| Sezon 2002/2003                                                               |          |                        |          |                        |                        |          |               |             |            |           |              |              |                  |                  |                |                |              |           |          |          |                        |                        |               |               |            |            |            |            |               |               |               |                  |               |            |           |               |               |           |           |                  |            |            |           |           |            |            |           |           |           |        |        |        |        |        |        |        |        |        |        |        |        |        |        |        |        |        |        |        |        |        |        |        |        |        |        |        |        |        |        |        |        |        |        |        |        |        |        |        |        |
| Lahti                                                                         | Lahti    | Liberec                | Liberec  | Sankt Moritz           | Engelberg              | Seefeld  | Bischofshofen | Sapporo     | Sapporo    | Sapporo   | Planica      | Planica      | Titisee-Neustadt | Titisee-Neustadt | Braunlage      | Braunlage      | Willingen    | Zakopane  | Zakopane | Eisenerz | Eisenerz               | Westby                 | Brotterode    | Brotterode    | Lauscha    | Ishpeming  | Ishpeming  | Ishpeming  | Ruhpolding    | Ruhpolding    | Zaō           | Zaō              | Stryn         | Stryn      | punkty    | punkty        | punkty        | punkty    | punkty    | punkty           | punkty     | punkty     | punkty    | punkty    | punkty     | punkty     | punkty    | punkty    | punkty    | punkty | punkty | punkty | punkty | punkty | punkty | punkty | punkty | punkty | punkty | punkty | punkty | punkty | punkty | punkty | punkty | punkty | punkty | punkty | punkty | punkty | punkty | punkty | punkty | punkty |        |        |        |        |        |        |        |        |        |        |        |        |        |        |        |
| -                                                                             | -        | -                      | -        | -                      | -                      | -        | -             | -           | -          | -         | -            | -            | -                | -                | -              | -              | -            | 63        | 33       | -        | -                      | -                      | 50            | 36            | 51         | -          | -          | -          | -             | -             | -             | -                | -             | -          | 0         | 0             | 0             | 0         | 0         | 0                | 0          | 0          | 0         | 0         | 0          | 0          | 0         | 0         | 0         | 0      | 0      | 0      | 0      | 0      | 0      | 0      | 0      | 0      | 0      | 0      | 0      | 0      | 0      | 0      | 0      | 0      | 0      | 0      | 0      | 0      | 0      | 0      | 0      | 0      |        |        |        |        |        |        |        |        |        |        |        |        |        |        |        |
| Legenda                                                                       |          |                        |          |                        |                        |          |               |             |            |           |              |              |                  |                  |                |                |              |           |          |          |                        |                        |               |               |            |            |            |            |               |               |               |                  |               |            |           |               |               |           |           |                  |            |            |           |           |            |            |           |           |           |        |        |        |        |        |        |        |        |        |        |        |        |        |        |        |        |        |        |        |        |        |        |        |        |        |        |        |        |        |        |        |        |        |        |        |        |        |        |        |        |
| 1 2 3 4-10 11-30 poniżej 30 dq – dyskwalifikacja - – zawodnik nie wystartował |          |                        |          |                        |                        |          |               |             |            |           |              |              |                  |                  |                |                |              |           |          |          |                        |                        |               |               |            |            |            |            |               |               |               |                  |               |            |           |               |               |           |           |                  |            |            |           |           |            |            |           |           |           |        |        |        |        |        |        |        |        |        |        |        |        |        |        |        |        |        |        |        |        |        |        |        |        |        |        |        |        |        |        |        |        |        |        |        |        |        |        |        |        |

## Mistrzostwa Polski w skokach

### Zimowe mistrzostwa Polski w skokach
| Miejsce | Dzień       | Rok  | Miejscowość | Skocznia                      | Punkt K | Konkurs | Skok 1  | Skok 2  | Nota                  | Strata    | Zwycięzca            |
| ------- | ----------- | ---- | ----------- | ----------------------------- | ------- | ------- | ------- | ------- | --------------------- | --------- | -------------------- |
| 29.     | 18 lutego   | 1995 | Szczyrk     | im. Zdzisława Hryniewieckiego | K-85    | ind.    | 50,5 m  | 49,5 m  | 61,0 pkt              | 141,0 pkt | Wojciech Skupień     |
| 19.     | 1 kwietnia  | 1995 | Zakopane    | Wielka Krokiew                | K-116   | ind.    | 59,5 m  | 50,0 m  | -6,0 pkt              | 269,8 pkt | Adam Małysz          |
| 4.      | 22 marca    | 1996 | Zakopane    | Średnia Krokiew               | K-85    | druż.   | ?       | ?       | 552,0 pkt             | 32,5 pkt  | Start Zakopane       |
| 9.      | 23 marca    | 1996 | Zakopane    | Średnia Krokiew               | K-85    | ind.    | 73,0 m  | 67,0 m  | 167,5 pkt             | 57,0 pkt  | Wojciech Skupień     |
| 13.     | 24 marca    | 1996 | Zakopane    | Wielka Krokiew                | K-116   | ind.    | 93,5 m  | 63,0 m  | 88,1 pkt              | 168,8 pkt | Adam Małysz          |
| 1.      | 26 marca    | 1997 | Zakopane    | Średnia Krokiew               | K-85    | druż.   | ?       | ?       | 623,5 pkt             | -         | -                    |
| 13.     | 27 marca    | 1998 | Zakopane    | Średnia Krokiew               | K-85    | ind.    | 79,0 m  | 70,5 m  | 181,0 pkt             | 71,0 pkt  | Robert Mateja        |
| 8.      | 29 marca    | 1998 | Zakopane    | Wielka Krokiew                | K-116   | ind.    | 92,0 m  | 85,0 m  | 120,5 pkt             | 114,2 pkt | Robert Mateja        |
| 34.     | 12 lutego   | 1999 | Szczyrk     | Skalite                       | K-85    | ind.    | 67,0 m  | 49,5 m  | 106,0 pkt             | 113,5 pkt | Adam Małysz          |
| 26.     | 14 lutego   | 1999 | Wisła       | Malinka                       | K-105   | ind.    | 75,5 m  | 86,0 m  | 130,7 pkt             | 114,3 pkt | Robert Mateja        |
| 2.      | 25 marca    | 2000 | Zakopane    | Średnia Krokiew               | K-85    | druż.   | ?       | ?       | 690,5 pkt             | 36,0 pkt  | KS Wisła             |
| 10.     | 25 marca    | 2000 | Zakopane    | Średnia Krokiew               | K-85    | ind.    | 77,5 m  | 77,0 m  | 194,5 pkt             | 30,0 pkt  | Adam Małysz          |
| 5.      | 26 marca    | 2000 | Zakopane    | Wielka Krokiew                | K-116   | ind.    | 117,0 m | 109,0 m | 218,2 pkt             | 54,8 pkt  | Adam Małysz          |
| 23.     | 27 marca    | 2002 | Zakopane    | Średnia Krokiew               | K-85    | ind.    | 59,5 m  | 64,5 m  | 123,5 pkt             | 110,5 pkt | Adam Małysz          |
| 6.      | 27 marca    | 2002 | Zakopane    | Średnia Krokiew               | K-85    | druż.   | ?       | ?       | 383,5 pkt             | 204,0 pkt | KS Wisła             |
| 64.     | 26 grudnia  | 2002 | Zakopane    | Wielka Krokiew                | K-116   | ind.    | 59,5 m  | -       | -11,9 pkt             | 288,7 pkt | Adam Małysz          |
| 35.     | 2 marca     | 2003 | Szczyrk     | Skalite                       | K-85    | ind.    | 55,0 m  | -       | 45,0 pkt              | 196,5 pkt | Adam Małysz          |
| 4.      | 3 marca     | 2003 | Szczyrk     | Skalite                       | K-85    | druż.   | 67,0 m  | 71,0 m  | 585,0 pkt             | 102,5 pkt | WKS Zakopane I       |
| 4.      | 25 stycznia | 2005 | Szczyrk     | Skalite                       | K-85    | druż.   | 59,0 m  | 61,0 m  | 633,0 pkt (113,0 pkt) | 244,5 pkt | KS Wisła Ustronianka |
| 31.     | 8 lutego    | 2005 | Zakopane    | Wielka Krokiew                | K-120   | ind.    | 85,0 m  | -       | 43,0 pkt              | 218,0 pkt | Adam Małysz          |

### Letnie mistrzostwa Polski w skokach
| Miejsce | Dzień           | Rok  | Miejscowość | Skocznia        | Punkt K | Konkurs | Skok 1 | Skok 2 | Nota      | Strata    | Zwycięzca            |
| ------- | --------------- | ---- | ----------- | --------------- | ------- | ------- | ------ | ------ | --------- | --------- | -------------------- |
| 5.      | 13 października | 1996 | Zakopane    | Średnia Krokiew | K-85    | ind.    | 71,5 m | 71,5 m | 174,5 pkt | 71,5 pkt  | Adam Małysz          |
| 13.     | 12 października | 1997 | Zakopane    | Średnia Krokiew | K-85    | ind.    | 62,5 m | 77,0 m | 158,5 pkt | 73,5 pkt  | Adam Małysz          |
| 27.     | 11 października | 1998 | Zakopane    | Średnia Krokiew | K-85    | ind.    | 69,5 m | 56,0 m | 121,0 pkt | 127,0 pkt | Krystian Długopolski |
| 31.     | 10 października | 1999 | Zakopane    | Średnia Krokiew | K-85    | ind.    | 62,0 m | 63,0 m | 123,0 pkt | 96,0 pkt  | Adam Małysz          |
| 13.     | 29 września     | 2002 | Zakopane    | Średnia Krokiew | K-85    | ind.    | 77,0 m | 81,0 m | 202,5 pkt | 41,5 pkt  | Marcin Bachleda      |

## Inne sukcesy
- Brązowy medalista Mistrzostw TZN seniorów na dużej skoczni w 1996
- Mistrz Polski juniorów 1996 na skoczni normalnej oraz średniej w kategorii Junior B
- Wicemistrz Polski juniorów 1995 na skoczni normalnej w kategorii 1979 i młodsi
- Letni wicemistrz Polski juniorów 1996 na skoczni normalnej w kategorii 1979 i młodsi
- Dwukrotny srebrny medalista II Ogólnopolskiej Olimpiady Młodzieży w 1997
- Mistrz Beskidzkiego OZN juniorów młodszych w 1996
- Trzykrotny mistrz TZN juniorów w 1996 oraz wicemistrz
- Wicemistrz SMS juniorów w 1997 w kategorii 1979 i młodsi
- Wicemistrz Makroregionu Małopolska w 1995 w kategorii 1980-1981[1]

## Życie prywatne
Andrzej Galica jest absolwentem Szkoły Mistrzostwa Sportowego w Zakopanem. Jego syn Andrzej również startował w zawodach skoków narciarskich.